# マリオ・セレーニ
マリオ・セレーニ（Mario Sereni, 1928年3月25日 - 2015年7月24日）は、イタリア出身のバリトン歌手。
ペルージャの出身。地元の工場で旋盤工をしていたが、聖チェチーリア音楽院を経てキジアーナ音楽院に行き、マリオ・バジオラに声楽を師事。1953年にフィレンツェ五月音楽祭でアドリアーノ・ルアルディの《鐘楼の悪魔》に出演してデビューを飾った。1955年にパレルモに於いてリヒャルト・ワーグナー《タンホイザー》のヴォルフラム役を歌って注目されるようになり、1957年からメトロポリタン歌劇場、1963年にスカラ座、1965年にウィーン国立歌劇場に初出演して国際的な名声を得た。1986年に引退。
ペルージャにて没。

## 註
1. ↑  “Mario Sereni, 87, Baritone Who Sang at Met for More than Twenty-Five Seasons, has Died”. Opera News. (2015年8月1日).  オリジナルの2018年1月16日時点におけるアーカイブ。 2018年1月16日閲覧。
2. ↑  “Mario Sereni, Italian baritone - obituary. Former lathe operator who became a Met Opera mainstay”. (2015年7月29日).  オリジナルの2018年1月16日時点におけるアーカイブ。 2017年12月30日閲覧。
3. ↑  マリオ・セレーニ - Discogs（英語）
4. ↑  マリオ・セレーニ - Find a Grave（英語）

| スタブアイコン | サブスタブ | この項目は、まだ閲覧者の調べものの参照としては役立たない、人物に関連した書きかけの項目です。この項目を加筆・訂正などしてくださる協力者を求めています（P:人物伝/PJ:人物伝）。 |